# Playa Blanca (Antofagasta)
Playa Blanca o también denominado Huanchaca (esto último por un atractivo turístico característico de la zona)  es un sector de la ciudad portuaria de Antofagasta, siendo fundado de manera oficial en 1959. Administrativamente forma parte tanto de la comuna, provincia y región homónima. Está ubicado en el lado sur de la ciudad y es orillada principalmente por el Océano Pacífico, se puede acceder por las Avenidas Ejército, Angamos y República de Croacia. Tenía una población de 30.526 habitantes en 2017.

## Historia
Playa Blanca fue fundada de forma oficial en 1959, su nombre debiendose a las antiguas ruinas de huanchaca, ubicándose en el extremo costero de Antofagasta, debido a que su año de fundación coincidio en los finales de las industrias salitreras en Antofagasta, tuvo un gran incremento en su población por los extrabajadores de las oficinas de Pedro de Valdivia o María Elena. Actualmente la gran parte del sector esta atravesando un estado deplorable a excepción de la costanera de este mismo que goza de estructuras modernas.

## Demografía
Playa Blanca igual nombrada como Huanchaca tenía un aproximado de 30.526 habitantes según el censo chileno realizado en 2017, cuales su totalidad era urbana, además, contenía un total de 12.094 viviendas siendo todas urbanas de la misma forma.

## Lugares a Visitar
Artículo principal: Ruinas de Huanchaca
Las Ruinas de Huanchaca fueron un lugar de fundición de plata al estilo estadounidense construido en 1888 por la empresa boliviana Huanchaca con su nombre original siendo "Establecimiento Industrial Playa Blanca", la empresa trajo un gran flujo de habitantes para la ciudad en general hasta 1904 cual cesó sus actividades.